# (1544) Vinterhansenia
(1544) Vinterhansenia est un astéroïde de la ceinture principale.

## Description
(1544) Vinterhansenia est un astéroïde de la ceinture principale. Il fut découvert le 15 octobre 1941 à Turku par Liisi Oterma. Il présente une orbite caractérisée par un demi-grand axe de 2,37 UA, une excentricité de 0,10 et une inclinaison de 3,3° par rapport à l'écliptique.

## Compléments